# Paradies (Lindau)
Paradies (mundartlich: Pharadis) ist ein Gemeindeteil der bayerisch-schwäbischen Großen Kreisstadt Lindau (Bodensee).

## Geografie
Der Weiler liegt circa 4,5 Kilometer nördlich der Lindauer Insel. Östlich der Ortschaft verläuft die Bahnstrecke Buchloe–Lindau.

## Ortsname
Der Flurname Paradies war üblich für Kloster und Wirtschaften, die vor Städten oder in Gärten lagen. Der Ortsname bedeutet (Siedlung mit) Gartenanlagen.

## Geschichte
Paradies entstand im Jahr 1804 durch Vereinödung. Ab 1950 wurde der Ort erstmals im Ortsverzeichnis mit vier Wohngebäuden aufgeführt. Der Ort gehörte einst zur Gemeinde Oberreitnau, die 1971 in der Gemeinde Reitnau aufging, welche ihrerseits 1976 in die Stadt Lindau eingemeindet wurde.